# أربعة بنسات (عملة بريطانية)
العملة البريطانية من فئة الأربعة بنسات، وتعرف أحيانًا باسم الجروت أو «جوي» أو بت الأربعة بنسات، هي عملة فضية قيمتها1⁄60 من الجنيه الواحد أو1⁄3 واحد. وهي استمرار لسلسلة العملات الإنجليزية التي ضربت بشكل متقطع من أواخر القرن الثالث عشر حتى قوانين الاتحاد في عام 1707.
سكت العملة المعدنية البريطانية (جروت) طوال القرن الثامن عشر، ولكن بحلول عام 1800 سكت في الغالب لتقدم كصدقات احتفالية في خدمة العهد الملكي. حيث أعيد إحيائها كعملة معدنية متداولة في عام 1836، حيث سعت دار السك الملكية إلى سد الفجوة بين البنس والستة بنسات. واختيرت العملة ذات الأربعة بنسات بناءً على حث السياسي جوزيف هيوم، الذي لاحظ أن العملة ذات الأربعة بنسات كانت أجرة التاكسي للرحلات القصيرة. غير أن العملة المعدنية الجديدة لم تحظ بشعبية كبيرة بين سائقي عربات الأجرة الصغيرة، الذين اعتادوا في السابق الحصول على ستة بنسات دون طلب الباقي، وأطلقوا عليها لقب «جوي».
في عام 1845، بدأت دار سك العملة الملكية بضرب القطعة المكونة من ثلاثة بنسات للتداول في بريطانيا. بنفس قطر البرغل، على الرغم من أنه أرق، فقد ثبت أن الثلاثة بنسات أكثر شعبية، وآخر جريش مخصص للتداول في بريطانيا يعود تاريخه إلى عام 1855. الإصدار الأخير من أربعة بنسات، المخصص للاستخدام في غيانا البريطانية، يعود تاريخه إلى عام 1888.

## أصول الجروت
ضربت الأربعة بنسات، أو الجريت (من الكلمة الفرنسية جروس أو غروسو الإيطالية، التي تعني عظيم أو سميك) لأول مرة حوالي عام 1279 على يد إدوارد الأول (حكم من 1272 إلى 1307) كجزء من إصلاحاته المتعلقة بالعملة، كعملة فضية أكبر يمكن استخدامها في التجارة الخارجية. في حين أنها لم تحظى بشعبية كبيرة حيث فضل التجار الدفع بالبنسات الفضية (كان وزن الحبوب أقل من أربع من العملات المعدنية الأصغر)، فقد تم إعادة تقديمها بنجاح من قبل إدوارد الثالث (حكم من 1327 إلى 1377) وضربها معظم الملوك بعد ذلك حتى الملكة فيكتوريا (1837–1901).
بدءًا من استعادة تشارلز الثاني (1660–1685) في عام 1660، كانت العملات الإنجليزية، بما في ذلك الجروت، تُضرب عمومًا بواسطة الآلات . نظرًا لأن جميع قطع الجريش التي يرجع تاريخها إلى عام 1689 أو بعده تحمل الرقم 4 المتوج، وهو الرقم الذي لا يزال مستخدمًا على أربعة بنسات من عملة ماوندي، وقد يشار إلى هذه القطع باسم قطع ماوندي، أو تُباع في مجموعات من أربعة مع البنس الفضي، والبنسين، والثلاثة بنسات من ذلك العام. تم ذلك على الرغم من أن الجريث لم يكن يستخدم كجزء من توزيعات الخيرية الملكية حتى عهد جورج الثالث ( r. 1760–1820 ). قبل ذلك، كان يستخدم البنس الفضي فقط وأحيانًا البنسين.

## ما بعد الاتحاد
وحدت قوانين الاتحاد لعام 1707 مملكتي إنجلترا واسكتلندا في دولة واحدة. وفقًا لبيتر سيبي في تاريخه للعملات المعدنية البريطانية، «يمكن تقسيم العملات المعدنية إلى إصدارات ما قبل الاتحاد وما بعد الاتحاد». كان من المقرر أن تستخدم مملكة بريطانيا العظمى، بموجب أحكام قوانين الاتحاد، عملات معدنية من النوع الإنجليزي في جميع أنحاء المملكة، وتم سك أول عملات معدنية لها في عام 1708، استمرارًا لسلسلة العملات المعدنية الإنجليزية التي تصور الملكة آن ( r. (1702–1714 ) والتي بدأت في عام 1703. صممت بواسطة جون كروكر أو مساعده صامويل بول، وتصور تمثال نصفي لآن متجهًا إلى اليسار على الوجه مع نقش ANNA DEI GRATIA (آن بنعمة الله) ...) وعلى الوجه الخلفي الرقم 4 المتوج والتاريخ والنقش MAG BR FR ET HIB REG (اختصار لـ «... ملكة بريطانيا العظمى وفرنسا وأيرلندا». ضربت هذه العملة المعدنية مرة أخرى في عام 1709، ثم برقم 4 أكبر في عامي 1710 و1713.
صمم كروكر أو بول، أو الاثنان معًا، الجروت لجورج الأول ( 1714–1727)، على الرغم من أن يوهان رودولف أوكس، الأب، ربما يكون قد صمم الوجه الخلفي. سكت هذه العملات بتاريخ 1717 و1721 و1723 و1727، حيث يحمل الوجه الأمامي رأس الملك جورج متجهًا إلى اليمين مع نقش GEORGIUS DEI GRA (اختصارًا لـ «جورج بنعمة الله»). ...). ويصور الوجه الخلفي الرقم 4 المتوج مع التاريخ والنقش MAG BRI FR ET HIB REX (اختصار لـ «... ملك بريطانيا العظمى وفرنسا وأيرلندا». على عكس العملات الفضية الأكبر حجمًا، لم يذكر الجروب ألقاب جورج الهانوفرية، وربما يرجع ذلك إلى الحجم الصغير للعملة.
غروت جورج الثاني (1727–1760 ) من صنع كروكر، وحمل تمثال نصفي للملك متجهًا إلى اليسار، مع نقوش متطابقة باستثناء الرقم الروماني II المضاف بعد GEORGIUS . على الرغم من انتقال فئات أكبر من العملات المعدنية في عام 1743 إلى صورة جديدة لجون سيجيسموند تانر، فإن حقيقة أن الجروت كان يُضرب بشكل غير متكرر تعني الاحتفاظ بالتصميم السابق، بل وأصدر في عام 1760، عام وفاة جورج، على الرغم من أن آخر العملات الفضية التي صممها تانر ضربت في عام 1758.
تحمل العملة المعدنية التي تحمل فئة الأربعة بنسات الخاصة بجورج الثالث نقوشًا مشابهة لتلك التي تحملها العملة المعدنية التي تحمل فئة سلفه، فقط قاموا بتغيير الرقم الملكي على الوجه الأمامي، حيث يوجد تمثال نصفي للملك متجهًا إلى اليمين. نادرًا ما كانت تضرب هذه العملة المعدنية في عهد جورج، ويحمل وجهها الأمامي ثلاثة تصاميم مختلفة. على الأغلب سكت العملة الأولى في الفترة من عام 1763 إلى عام 1786، وقد يكون ريتشارد ييو هو من صنعها، وشهدت تعديلات طفيفة على الوجه الخلفي في عامي 1784 و1786. أما العملة الثانية فهي تحتوي على تمثال نصفي معدّل للملك جورج ورقم 4 ضيق، مما أدى إلى تسميتها بـ «العملة السلكية». أصدرت هذه العملة بتاريخ 1792 فقط؛ وكانت إصدارات عامي 1795 و1800 مشابهة للعملات المعدنية لعام 1786، على الرغم من وجود تاج مختلف تمامًا. الوجه الثالث، من تصميم بينيديتو بيستروتشي في عام 1817، نقل التاريخ إلى الوجه وغير الأسطورة الموجودة على الوجه الخلفي إلى BRITANNIARUM REX FID DEF ( ... (ملك بريطانيا، المدافع عن الإيمان). من المرجح أنهم عثروا على قطع جورج الثالث اللاحقة في حالة أفضل وعلى الأغلب كانت قد قدمت في حفل Maundy الملكي، كما هو الحال مع جميع العملات المعدنية ذات الأربعة بنسات اللاحقة التي تحمل الرقم 4 المتوج، على الرغم من أن بعضها دخل التداول بعد تقديمه إلى متلقي Maundy.

## قضايا بريطانيا
في ثلاثينيات القرن التاسع عشر، تداولت دار سك العملة الملكية في التغييرات الضرورية لنظام سك العملة، الذي شهد تعديلات واسعة النطاق في عملية إعادة سك العملة الكبرى عام 1816. لم تكن آنذاك أي عملة معدنية مخصصة للتداول في المملكة المتحدة بين البنس والستة بنسات، وبدا زيادة تداول إحدى الفئات المسكوكة كعملة ماوندي حلاً واضحًا.
دعا جوزيف هيوم، عضو البرلمان عن منطقة ميدلسكس، إلى إصدار عملة الجروت للتداول. وأشار هيوم إلى أن أجرة سيارة الأجرة في لندن لمسافة تصل إلى نصف ميل (0.8 كم) كانت أربعة بنسات. وافقت دار سك العملة الملكية على إصدار غروت، مشيرة إلى أنه ليس صغيراً للغاية، وسوف يقوم بتسهيل إجراء المدفوعات بين ستة بنسات وشلن (اثني عشر بنسًا)، وربما يؤدي حتى إلى انخفاض الأسعار.
الملك وليام الرابع (. (1830–1837) أصدر إعلانًا يجعل العملة الجديدة قانونية في 3 فبراير 1836. صممت العملة الجديدة بواسطة ويليام واين. وكان به تمثال نصفي للملك ويليام متجهًا إلى اليمين، مع نقش GULIELMUS IIII D G BRITANNIAR REX F D (اختصارًا لـ «ويليام الرابع، بفضل الله، ملك بريطانيا، المدافع عن الإيمان»). على الجانب الخلفي، كان يحمل التاريخ والنقش FOUR PENCE، حول صورة لبريطانيا ، وهي تحمل رمحًا ثلاثي الشعب في إحدى يديها، وباليد الأخرى على درع يحمل صلبان العلم البريطاني. كان مشابهًا في التصميم لعملة البنس النحاسية التي صدرت منذ عام 1797.
اعتبرت صحيفة بريستون كرونيكل ولانكشاير أدفرتايزر العملة الجديدة إصدارًا تجريبيًا، وأشارت إلى أنه مع إصدارها، يمكن دفع أي عدد زوجي من البنسات بعملات فضية، حتى البنسين حيث يمكن دفع ستة بنسات مقابل جراوت. ورأت صحيفة بريستول ميرور أن هذا الأمر يمثل ميزة، مشيرة إلى أن العملة الحالية لا تسمح إلا بالتغيير الدقيق في الفضة لمضاعفات ستة بنسات. واقترحوا أن يسمح نظام القرعة الجديد للمسافرين بإعطاء إكرامية بالفضة عندما يعتبر ستة بنسات أكثر من اللازم.
كان الجريش متاحًا للشراء في دار سك العملة الملكية، بدلاً من الإجراء المعتاد الذي كان يفرض تداول العملات الفضية من خلال بنك إنجلترا. في مانشستر، على الرغم من ذلك، قامت البنوك ببيع ثمانية شلنات من الحبوب مقابل عشرة شلنات، لتغطية تكاليف النقل من دار سك العملة الملكية في لندن.

## رد الفعل والقضايا اللاحقة والإضراب الاستعماري
كانت العملة المعدنية الجديدة غير مرغوب فيها بين سائقي سيارات الأجرة حيث أصبحوا الآن يتلقون أربعة بنسات فقط كدفعة، بينما كانوا في السابق يتلقون ستة بنسات دون طلب التغيير. قاموا السائقون الغاضبون بالسخرية من الجروت، وأطلقوا عليه لقب «جوي».  وقد خلطوا بينه وبين الستة بنسات أيضًا. وبعد فترة وجيزة من إطلاقه، أخذ السيد فينر، وهو جزار من لامبيث ووك، تسعة من الحبوب معتقدًا أنها كانت ستة بنسات. صرح مالك الحافلة جورج شيليبير أن أحد موصليه أخذ 47 حافلة مقابل ستة بنسات.
سكت العملة المعدنية وهي تحمل تمثال نصفي لويليام الرابع في عامي 1836 و1837، وكان العام الأخير هو العام الذي توفي فيه. ابتداءً من عام 1838، حملت العملة المعدنية صورة، أيضًا بواسطة واين، للملكة فيكتوريا، مع نقش على الوجه الأمامي VICTORIA D G BRITANNIAR REGINA F D (فيكتوريا، بفضل الله، ملكة بريطانيا، المدافعة عن الإيمان). تم سكها مع صورة واين لفكتوريا كل عام حتى عام 1849، ثم من عام 1851 إلى عام 1855، ومن عام 1857 إلى عام 1862.
كانت الثلاثة بنسات واحدة من عملات ماوندي، وسكت للاستخدام الاستعماري خلال عهد ويليام الرابع والسنوات الأولى من حكم فيكتوريا. قدمت كعملة متداولة في بريطانيا في عام 1845 «لتوفير راحة إضافية لغرض التغيير». مثل عملة الجروت، وكان يمكن شراء عملة الثلاثة بنسات من خلال دار سك العملة الملكية. حيث كان قطر العملة المعدنية الثلاثة بنسات هو نفس قطر الجريث، ولم يكن من الممكن أن تتناسب العملتان المعدنيتان، على الرغم من أن الجريث كان أكثر سمكًا إلى حد ما وكان له حافة مطحونة إلى الحافة الناعمة للعملة المعدنية الثلاثة بنسات. لم تسك أي عملات معدنية مخصصة للتداول في بريطانيا بعد تلك التي تحمل تاريخ 1855. كان الجريث أكثر شعبية في اسكتلندا مقارنة بإنجلترا أو ويلز.

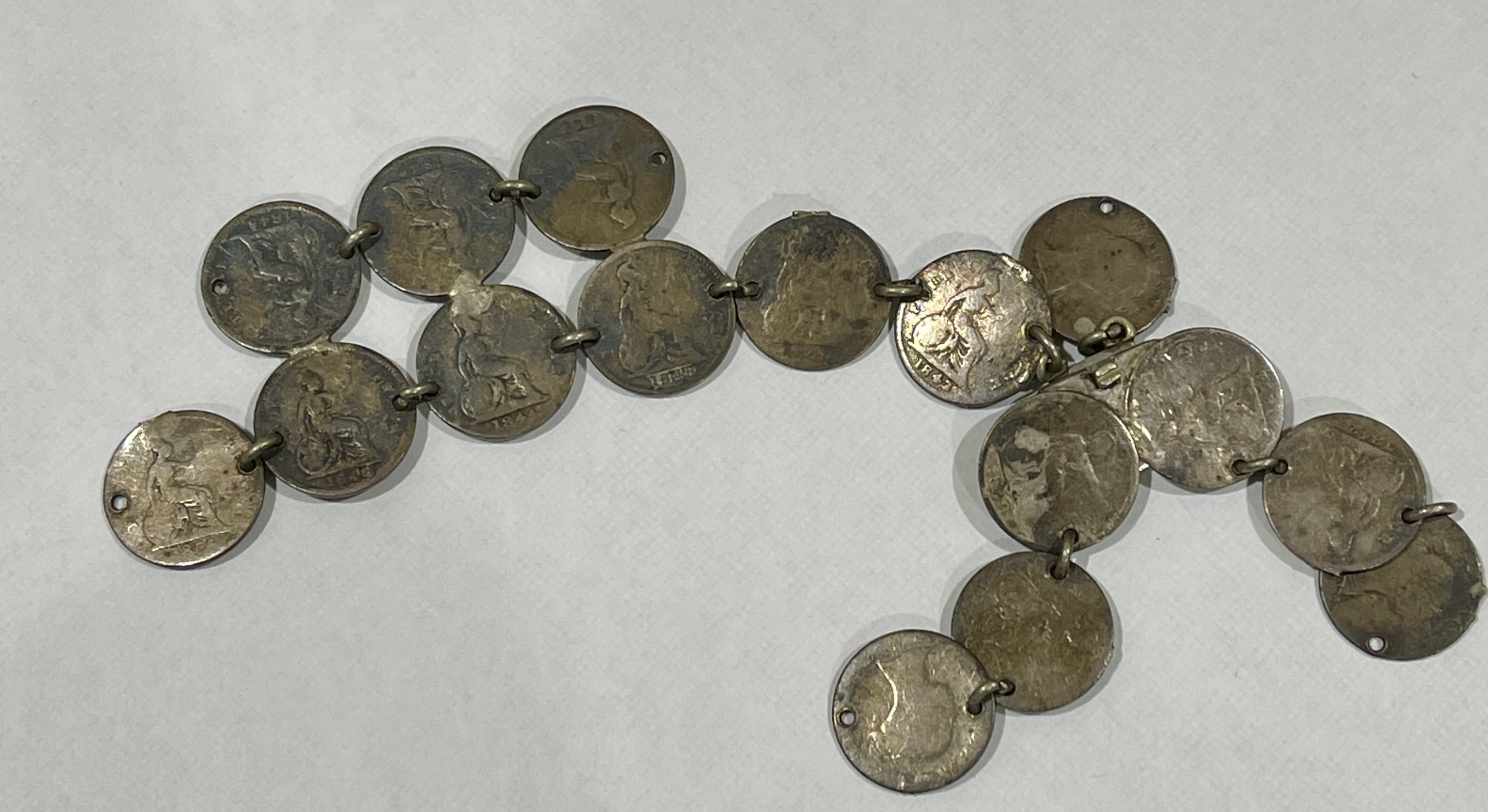
مجموعة من حبوب الشعير التي جمعت لاستخدامها في صناعة المجوهرات

أصدر عدد خاص من عملات الجريش في عام 1888 المخصصة للاستخدام في غيانا البريطانية، حيث استمر التداول بها باعتبارها تعادل ربع جيلدر، وكانت العملات الأكثر أهمية في التجارة. سكت هذه العملات بتصميم واين الخلفي وتمثال فيكتوريا الذي صدر لأول مرة في عام 1887، والمعروف باسم رأس اليوبيل، بواسطة جوزيف بوم. على الرغم من أنها كانت صالحة للاستخدام في بريطانيا، إلا أنها كانت مخصصة للاستخدام في غيانا البريطانية وجزر الهند الغربية فقط. تم سك هذه العملات المعدنية، بقيمة إجمالية اسمية تبلغ 2000 جنيه إسترليني (وبالتالي تم سك 120 ألف قطعة)، بناءً على طلب خاص من حكومة غيانا البريطانية، والتي ذكرت أن هناك حاجة ماسة إليها في المستعمرة، حيث كانت تستخدم على نطاق واسع لدفع أجور العمال، ولا يمكن الحصول عليها من خلال بنك إنجلترا.

## الجمع
تتراوح قيمة العملات المعدنية ذات الأربعة بنسات المضروبة تحت كتالوج آن بين 12 و200 جنيه إسترليني، اعتمادًا على التاريخ والحالة؛ وتندرج العملات المعدنية التي تعود إلى عهد جورج الأول والثاني عمومًا ضمن هذا النطاق، حيث تصل قيمة القطع التي يرجع تاريخها إلى عام 1743 إلى 250 جنيهًا إسترلينيًا إذا كانت العملة المعدنية بها القليل من التآكل. بالنسبة لقطع جورج الثالث، فإن القطع التي يرجع تاريخها إلى عام 1763 هي الأكثر ندرة، والقطع التي يرجع تاريخها إلى عام 1765 أكثر تكلفة من التواريخ الأخرى. يتراوح سعر جريش بريتانيا عادة بين 12 و200 جنيه إسترليني، على الرغم من أن العملات المعدنية الإثباتية قد تباع بسعر أعلى من ذلك بكثير، خاصة إذا كانت مصنوعة من الذهب.

## روابط خارجية
- أربعة بنسات، نوع العملة من المملكة المتحدة - نادي العملات على الإنترنت